# Medfield
Medfield és una població dels Estats Units a l'estat de Massachusetts. Segons el cens del 2007 tenia 11.288 habitants.

## Demografia
Segons el cens del 2000, Medfield tenia 12.273 habitants, 4.002 habitatges, i 3.269 famílies. La densitat de població era de 326,6 habitants/km².
Dels 4.002 habitatges en un 50% hi vivien nens de menys de 18 anys, en un 73,8% hi vivien parelles casades, en un 6,4% dones solteres, i en un 18,3% no eren unitats familiars. En el 15,5% dels habitatges hi vivien persones soles el 6,6% de les quals corresponia a persones de 65 anys o més que vivien soles. El nombre mitjà de persones vivint en cada habitatge era de 3,02 i el nombre mitjà de persones que vivien en cada família era de 3,41.
Per edats la població es repartia de la següent manera: un 33,6% tenia menys de 18 anys, un 3,5% entre 18 i 24, un 28,4% entre 25 i 44, un 25,2% de 45 a 60 i un 1,6% 65 anys o més.
L'edat mediana era de 38 anys. Per cada 100 dones de 18 o més anys hi havia 92,4 homes.
Entorn del 0,8% de les famílies i l'1,4% de la població estaven per davall del llindar de pobresa.